# Xenosapien
Xenosapien è il quinto album in studio del gruppo grindcore statunitense Cephalic Carnage, pubblicato nel 2007.

## Tracce
1. Endless Cycle of Violence – 4:15
2. Divination & Volition – 4:20
3. Molting – 2:51
4. Touched by an Angel – 2:55
5. Vaporized – 1:45
6. Heptarchy (In the UK) – 3:22
7. G.lobal O.verhaul D.evice – 5:50
8. Let Them Hate so Long as They Fear – 1:10
9. The Omega Point – 2:22
10. Megacosm of the Aquaphobics – 4:03
11. Ov Vicissitude – 9:15
12. Graul – 6:45

## Formazione
- Lenzig Leal – voce
- Zac Joe – chitarra
- John Merryman – batteria
- Steve Goldberg – chitarra
- Nick Schendzielos – basso, voce